# Campionato World Rugby Under-20
Il Campionato World Rugby Under-20 (in inglese World Rugby Under 20 Championship) è una competizione internazionale di rugby a 15 organizzata da World Rugby e destinata a squadre nazionali composte da giocatori dell'età massima di 20 anni.
Istituita nel 2008 come campionato mondiale giovanile di rugby (in inglese IRB Junior World Championship), integra e sostituisce da allora i campionati mondiali di categoria Under-19 e Under-21; parallelamente a tale torneo ne esiste un altro, il Trofeo World Rugby Under-20, destinato alle nazionali Under-20 di seconda fascia con il quale esiste un meccanismo di promozione e retrocessione, per cui la vincitrice del trofeo accede al campionato successivo mentre l'ultima classificata del campionato viene retrocessa al trofeo successivo.
La prima edizione del campionato mondiale giovanile si tenne in Galles nel 2008 e, come la seconda del 2009 in Giappone, vide la partecipazione di 16 squadre.
Dal 2010, per ragioni economiche, le squadre partecipanti furono ridotte a 12.

## Storia
Il primo campionato giovanile a essere istituito dall'International Rugby Board fu la Coppa del Mondo di rugby Under-21, la cui prima edizione ufficiale si tenne nel 2002 e andò avanti su base annuale fino al 2006. Prima di allora, esisteva una competizione internazionale simile, ma organizzata congiuntamente dal SANZAAR e dall'Unión Argentina de Rugby, tenutasi dal 1996 al 2001 e mai ufficializzata. Le sue cinque edizioni furono vinte da Sudafrica e Nuova Zelanda, 2 volte ciascuna, e Francia. Parallelamente, nacque sempre nel 2002 la Coppa del Mondo di rugby Under-19, tenutasi dal 2002 al 2007 e vinta tre volte dalla Nuova Zelanda, due volte dal Sudafrica e una volta dall'Australia.
Nel 2007 entrambe le manifestazioni furono soppresse e, al posto loro, l'allora International Rugby Board (oggi World Rugby, organo di governo del rugby a 15 a livello mondiale) ne istituì una nuova, unificata, che raggruppasse giocatori dell'età massima di 20 anni.

### Coppa del Mondo di rugby Under-19
| Edizione | Paese organizzatore | Vincitore     | Finalista     | 3º classificato | 4º classificato |
| -------- | ------------------- | ------------- | ------------- | --------------- | --------------- |
| 2002     | Italia              | Nuova Zelanda | Francia       | Sudafrica       | Argentina       |
| 2003     | Francia             | Sudafrica     | Nuova Zelanda | Francia         | Argentina       |
| 2004     | Sudafrica           | Nuova Zelanda | Francia       | Sudafrica       | Inghilterra     |
| 2005     | Sudafrica           | Sudafrica     | Nuova Zelanda | Australia       | Inghilterra     |
| 2006     | Emirati Arabi Uniti | Australia     | Nuova Zelanda | Inghilterra     | Francia         |
| 2007     | Irlanda             | Nuova Zelanda | Sudafrica     | Australia       | Galles          |

### Coppa del Mondo di rugby Under-21
| Edizione | Sede             | Vincitore     | Finalista | 3º classificato | 4º classificato |
| -------- | ---------------- | ------------- | --------- | --------------- | --------------- |
| 2002     | Johannesburg     | Sudafrica     | Australia | Nuova Zelanda   | Galles          |
| 2003     | Oxford           | Nuova Zelanda | Australia | Argentina       | Sudafrica       |
| 2004     | Glasgow          | Nuova Zelanda | Irlanda   | Sudafrica       | Australia       |
| 2005     | Mendoza          | Sudafrica     | Australia | Nuova Zelanda   | Francia         |
| 2006     | Clermont-Ferrand | Francia       | Sudafrica | Nuova Zelanda   | Australia       |

## Albo d’oro
| Edizione | Paese organizzatore | Vincitore                                              | Finalista                                              | 3º classificato                                        | 4º classificato                                        |
| -------- | ------------------- | ------------------------------------------------------ | ------------------------------------------------------ | ------------------------------------------------------ | ------------------------------------------------------ |
| 2008     | Galles              | Nuova Zelanda                                          | Inghilterra                                            | Sudafrica                                              | Galles                                                 |
| 2009     | Giappone            | Nuova Zelanda                                          | Inghilterra                                            | Sudafrica                                              | Australia                                              |
| 2010     | Argentina           | Nuova Zelanda                                          | Australia                                              | Sudafrica                                              | Inghilterra                                            |
| 2011     | Italia              | Nuova Zelanda                                          | Inghilterra                                            | Australia                                              | Francia                                                |
| 2012     | Sudafrica           | Sudafrica                                              | Nuova Zelanda                                          | Galles                                                 | Argentina                                              |
| 2013     | Francia             | Inghilterra                                            | Galles                                                 | Sudafrica                                              | Nuova Zelanda                                          |
| 2014     | Nuova Zelanda       | Inghilterra                                            | Sudafrica                                              | Nuova Zelanda                                          | Irlanda                                                |
| 2015     | Italia              | Nuova Zelanda                                          | InghilterraSudafrica                                   | Sudafrica                                              | Francia                                                |
| 2016     | Inghilterra         | Inghilterra                                            | Irlanda                                                | Argentina                                              | Sudafrica                                              |
| 2017     | Georgia             | Nuova Zelanda                                          | Inghilterra                                            | Sudafrica                                              | Francia                                                |
| 2018     | Francia             | Francia                                                | Inghilterra                                            | Sudafrica                                              | Nuova Zelanda                                          |
| 2019     | Argentina           | Francia                                                | Australia                                              | Sudafrica                                              | Argentina                                              |
| 2020     | Italia              | Edizione cancellata a causa della pandemia di COVID-19 | Edizione cancellata a causa della pandemia di COVID-19 | Edizione cancellata a causa della pandemia di COVID-19 | Edizione cancellata a causa della pandemia di COVID-19 |
| 2023     | Sudafrica           | Francia                                                | Irlanda                                                | Sudafrica                                              | Inghilterra                                            |
| 2024     | Sudafrica           | Inghilterra                                            | Francia                                                | Nuova Zelanda                                          | Irlanda                                                |
| 2025     | Italia              | Sudafrica                                              | Nuova Zelanda                                          | Argentina                                              | Francia                                                |

### Partecipanti
| Squadra | 2008 | 2009 | 2010 | 2011 | 2012 | 2013 | 2014 | 2015 | 2016 | 2017 | 2018 | 2019 | 2023 | 2024 | 2025 |
| --- | ---- | ---- | ---- | ---- | ---- | ---- | ---- | ---- | ---- | ---- | ---- | ---- | ---- | ---- | ---- |
| Argentina | 8ª   | 11ª  | 6ª   | 9ª   | 4ª   | 6ª   | 9ª   | 9ª   | 3ª   | 11ª  | 6ª   | 4ª   | 9ª   | 5ª   | 3ª   |
| Australia | 5ª   | 4ª   | 2ª   | 3ª   | 8ª   | 7ª   | 5ª   | 5ª   | 6ª   | 6ª   | 5ª   | 2ª   | 5ª   | 6ª   | 5ª   |
| Canada | 12ª  | 14ª  | -    | -    | -    | -    | -    | -    | -    | -    | -    | -    | -    | -    | -    |
| Figi | 14ª  | 12ª  | 8ª   | 6ª   | 11ª  | 11ª  | 12ª  | -    | -    | -    | -    | 11ª  | 10ª  | 12ª  | -    |
| Francia | 6ª   | 5ª   | 5ª   | 4ª   | 6ª   | 5ª   | 6ª   | 4ª   | 9ª   | 4ª   | 1ª   | 1ª   | 1ª   | 2ª   | 4ª   |
| Galles | 4ª   | 6ª   | 7ª   | 7ª   | 3ª   | 2ª   | 7ª   | 6ª   | 7ª   | 7ª   | 7ª   | 6ª   | 6ª   | 8ª   | 8ª   |
| Georgia | -    | -    | -    | -    | -    | -    | -    | -    | 10ª  | 10ª  | 9ª   | 10ª  | 8ª   | 9ª   | 9ª   |
| Giappone | 15ª  | 15ª  | -    | -    | -    | -    | -    | 10ª  | 12ª  | -    | 12ª  | -    | 12ª  | -    | -    |
| Inghilterra                                                                                                   | 2ª   | 2ª   | 4ª   | 2ª   | 7ª   | 1ª   | 1ª   | 2ª   | 1ª   | 2ª   | 2ª   | 5ª   | 4ª   | 1ª   | 6ª   |
| Irlanda | 9ª   | 8ª   | 9ª   | 8ª   | 5ª   | 8ª   | 4ª   | 7ª   | 2ª   | 9ª   | 11ª  | 8ª   | 2ª   | 4ª   | 11ª  |
| Italia | 11ª  | 13ª  | -    | 11ª  | 12ª  | -    | 11ª  | 11ª  | 11ª  | 8ª   | 8ª   | 9ª   | 11ª  | 10ª  | 7ª   |
| Nuova Zelanda                                                                                                 | 1ª   | 1ª   | 1ª   | 1ª   | 2ª   | 4ª   | 3ª   | 1ª   | 5ª   | 1ª   | 4ª   | 7ª   | 7ª   | 3ª   | 2ª   |
| Samoa | 7ª   | 7ª   | 12ª  | -    | 10ª  | 9ª   | 8ª   | 12ª  | -    | 12ª  | -    | -    | -    | -    | -    |
| Scozia | 10ª  | 9ª   | 10ª  | 10ª  | 9ª   | 10ª  | 10ª  | 8ª   | 8ª   | 5ª   | 10ª  | 12ª  | -    | -    | 10ª  |
| Spagna | -    | -    | -    | -    | -    | -    | -    | -    | -    | -    | -    | -    | -    | 11ª  | 12ª  |
| Stati Uniti                                                                                                   | 16ª  | -    | -    | -    | -    | 12ª  | -    | -    | -    | -    | -    | -    | -    | -    | -    |
| Sudafrica | 3ª   | 3ª   | 3ª   | 5ª   | 1ª   | 3ª   | 2ª   | 3ª   | 4ª   | 3ª   | 3ª   | 3ª   | 3ª   | 7ª   | 1ª   |
| Tonga | 13ª  | 10ª  | 11ª  | 12ª  | -    | -    | -    | -    | -    | -    | -    | -    | -    | -    | -    |
| Uruguay | -    | 16ª  | -    | -    | -    | -    | -    | -    | -    | -    | -    | -    | -    | -    | -    |
| Legenda: Vincitore 2ª posizione 3ªposizione Retrocessione nel Trofeo World Rugby Under-20 Paese organizzatore |      |      |      |      |      |      |      |      |      |      |      |      |      |      |      |